# Selago confusa
Selago confusa är en flenörtsväxtart som beskrevs av O.M. Hilliard. Selago confusa ingår i släktet Selago och familjen flenörtsväxter. Inga underarter finns listade i Catalogue of Life.